# Flaga Bytomia
Flaga Bytomia – jeden z symboli miasta Bytom w postaci flagi ustanowiony uchwałą nr XXII/400/00 z 11 września 2000 roku.

## Wygląd i symbolika
Flaga składa się z pięciu kolorowych, poziomych pasów ułożonych w następującej kolejności:
1. żółty - 1/8 całości
2. niebieski - 1/8 całości
3. żółty - 4/8 całości
4. niebieski - 1/8 całości
5. żółty - 1/8 całości

Na środku, pomiędzy dwoma niebieskimi pasami, umieszczono herb bytomski pochodzący z pieczęci ławniczej z roku 1350. Stosunek szerokości do długości płata flagi wynosi 5:8.

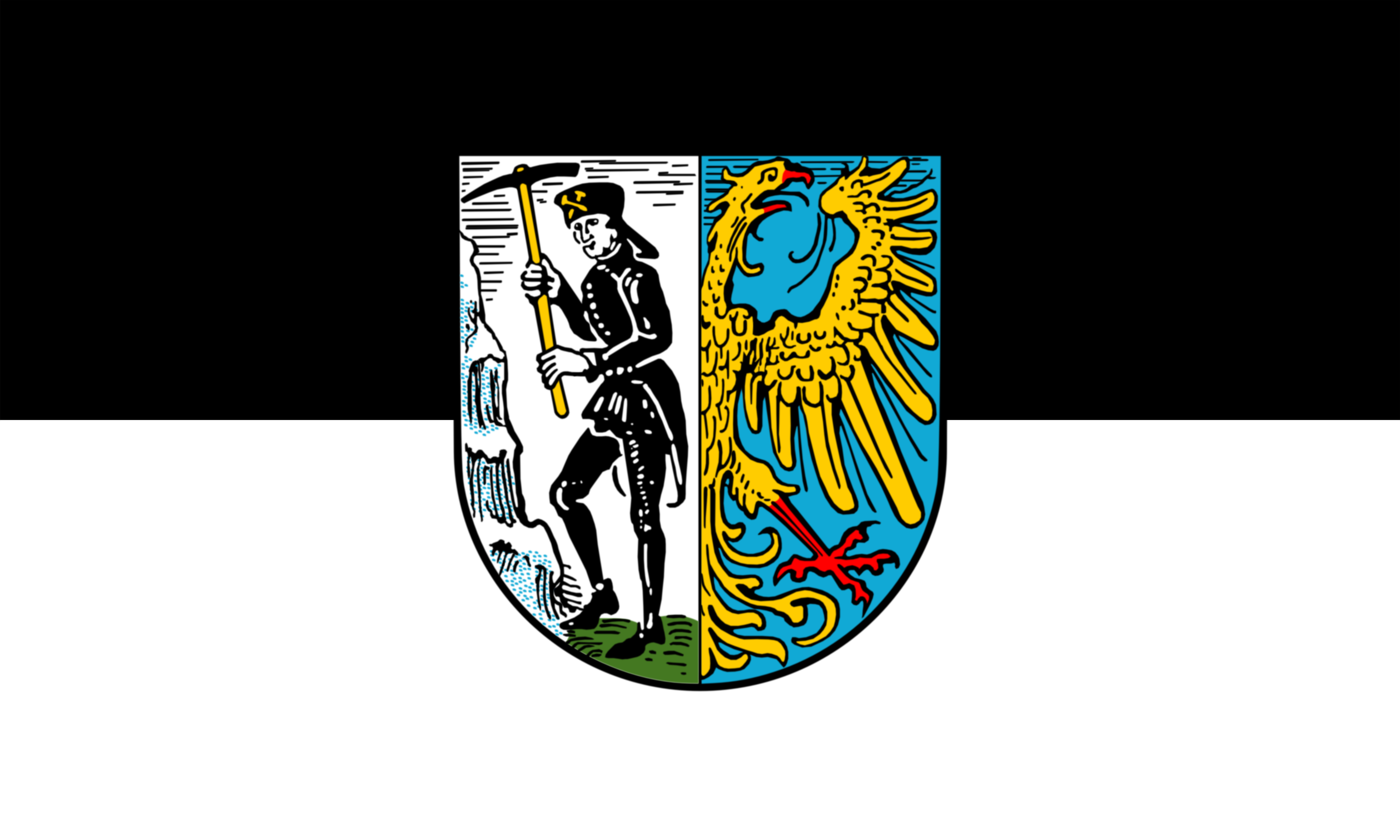
Przedwojenna flaga Bytomia używana do 1945 roku